# Garovaglia aristata
Garovaglia aristata là một loài Rêu trong họ Pterobryaceae. Loài này được Bosch & Sande Lac. miêu tả khoa học đầu tiên năm 1863.